# جعة جذور

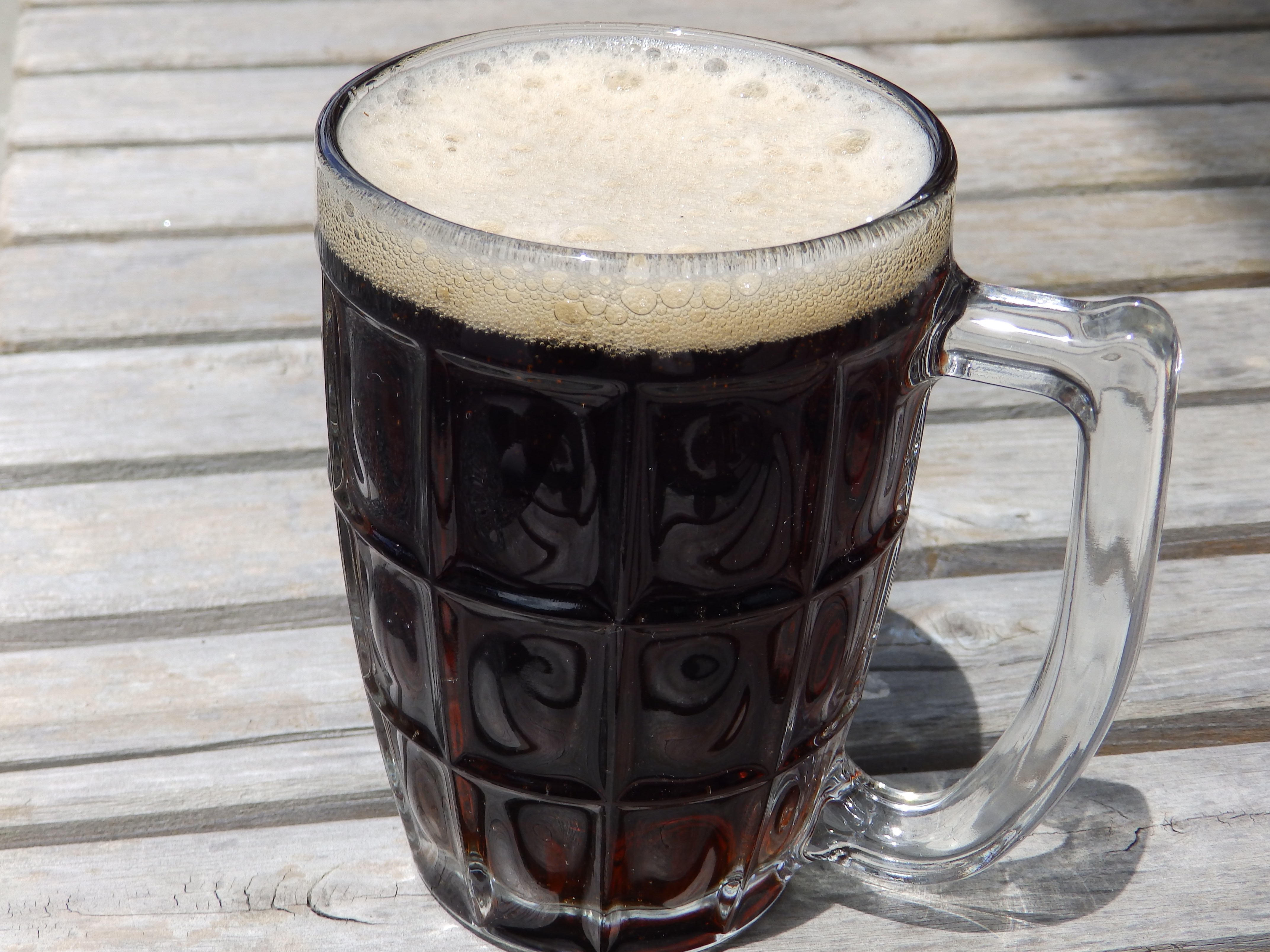
قدح جعة جذور صبُّ للتو

جعة الجذور (بالإنجليزية: root beer، نقحرة: روت بير) مشروب أميركي انبثق من مشروب تقليدي في مجتمعات السكان الأصليين. جعة الجذور هو مشروب غازي حلو مصنوع من العرقسوس أو الفشاغ عادة.ومع أنه اسمه جعة إلا أنه غير كحولي عمومًا، وقد يحوي البُنّين وفقاعات الكربونات حسب النوع. وعامة يكتسب رأسا رغويا عند صبه.

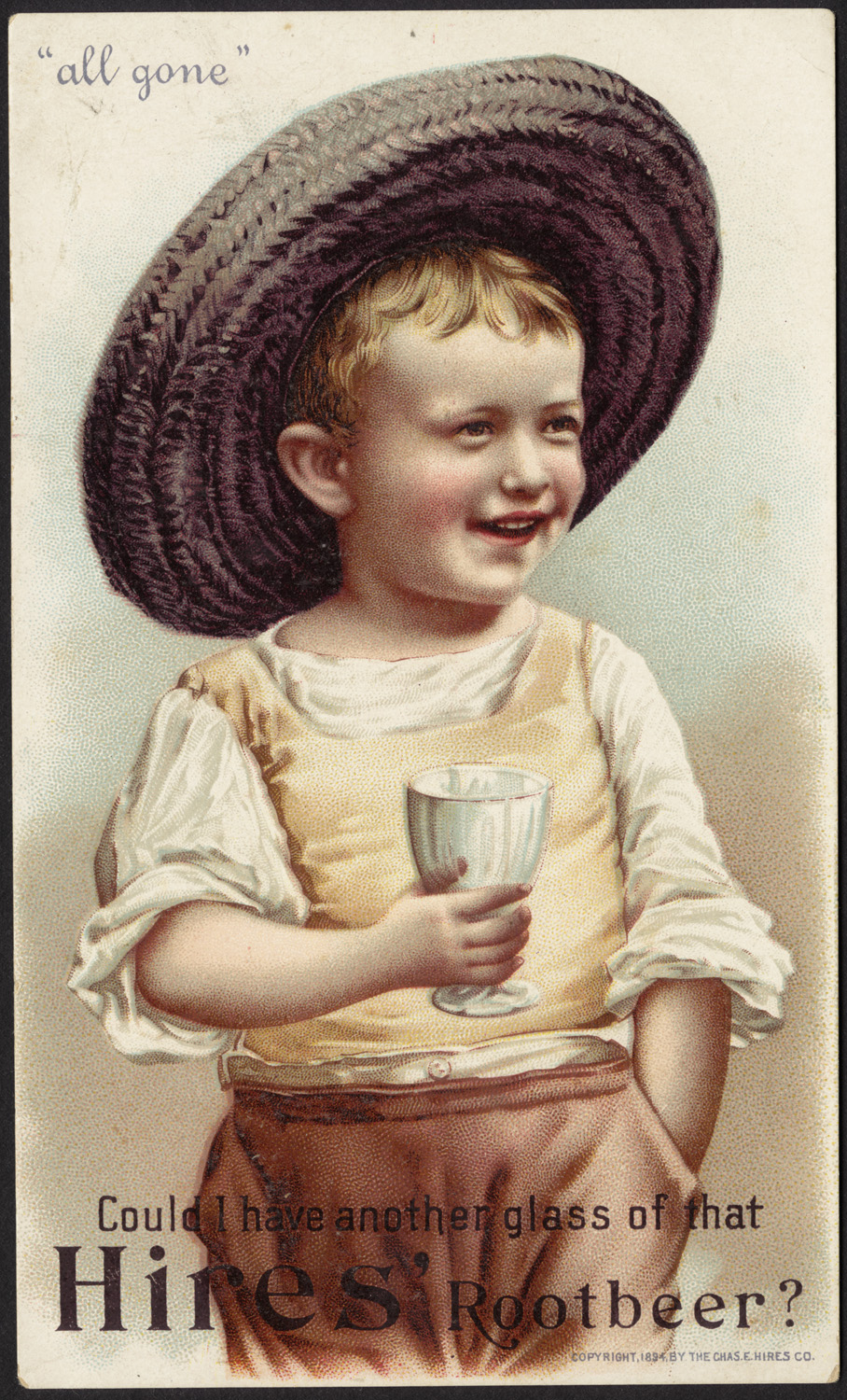
إعلان لجعة جذور شركة هيرز من 1894

## قائمة المكونات الرئيسية

### الجذور والأعشاب
- Sassafras albidum (الجذر واللحاء)
- فشاع
- Smilax glyciphylla
- Piper auritum
- عرقسوس (اللحاء)
- Aralia nudicaulis
- عنب الأرض (أوراق والثمار)
- Betula lenta (نسغ/شراب/صمغ)
- Betula nigra – black birch (نسغ/شراب/صمغ)
- Prunus serotina – حب الملوك الأسود
- تنوب أحمر
- تنوب مارياني
- تنوب سيتكي
- أرقطيون (الجذر)
- طرخشقون (الجذر)

### رغوة
- قلاجة صابونية
- بفرة (الجذر)

### بهارات
- فلفل إفرنجي
- شوكولاتا
- حلبة
- بلسم التولو
- شوح بلسمي
- جوزة الطيب
- قرفة (اللحاء)
- سليخة (اللحاء)
- قرنفل
- شمرة شائعة (بذرة)
- زنجبيل (الساق/الجذمور)
- ليسوم حقيقي
- يانسون
- Humulus lupulus
- نعناع

### مكونات أخرى
- شعير (بالملت)
- عرن مثقوب
- سكر
- دبس السكر
- خميرة